# Johan Daniel Grill

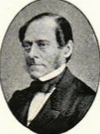
Johan Daniel Grill

Johan Daniel Grill, född  21 januari 1805 på Garphyttans herrgård i Tysslinge, död 20 juni 1866 i Stockholm, var en svensk läkare.
Han var son till bruksägaren Per Isak Grill (1772–1842) och Catharina Charlotta Hedberg (1784–1851) samt gift med sin syssling Sophia Elisabeth Grill  (1818–1846) som var dotter till disponenten Claes Abraham Grill (1786–1863). Paret fick tre döttrar varav Sophia Augusta och Emma Elisabeth dog i ung ålder medan dottern Lovisa Johanna Charlotta blev gift med generalmajoren Hugo Raab. Han var bror till inspektoren Anton Gustaf Grill (1808–1894) och konsuln Carl Jakob Grill (1815–1878).
Grill blev student vid Uppsala universitet 1825 och medicine kandidat 1832 samt medicine licentiat och kirurgie magister 1833. Han blev medicine doktor 1835. Grill var sjukhusläkare vid Allmänna garnisonssjukhuset i Stockholm 1834—1836 och 1837—1839 samt läkare vid Högre artilleriläroverket i Marieberg 1835—1836 och bataljonsläkare vid Jämtlands fältjägarregemente 1836—1837. Han var intendent och läkare vid Medevi brunn 1838—1841 samt andre bataljonsläkare vid andra livgardet 1839—1855 och förste bataljonsläkare där från 1855. Grill blev hovmedikus hos kungen 1844 och kunglig livmedikus från 1852. Trots att han var anställd på ett flertal olika orter var han huvudsakligen bosatt i Uppsala och Stockholm.